# Nicolai Hinrichsen Angel
Nicolai Hinrichsen Angel (* 22. März 1767 in Flensburg; † 14. Januar 1842 in Adelby) war ein deutscher Instrumenten- und Orgelbauer.

## Leben und Wirken
Nicolai Hinrichsen Angel war ein Sohn des Orgelbauers Jürgen Hinrichsen Angel und dessen Ehefrau Anna Christina Hansen (1736–1784). Er lernte das Orgelbauhandwerk bei seinem Vater und arbeitete danach zwei Jahre in Kopenhagen und ungefähr elf Jahre in London. Nach dem Tod seines Vaters Anfang 1810 übernahm er dessen königliches Orgelbaupatent und Werkstatt. Bis dahin hatte er vermutlich zumeist als Instrumentenbauer gearbeitet und zu diesem Zeitpunkt finanzielle Probleme.
Als Orgelbauer erfüllte Angel wiederholt Verträge nicht und musste daher Kündigungen hinnehmen. Hinzu kam die Konkurrenz durch das Unternehmen Marcussen & Søn, die dafür sorgte, dass Angels Geschäfte rückläufig waren. 1819 zog er von Flensburg nach Tarup. Im Alter lebte Angel als Alumnus im Pflegehaus der Gemeinde Adelby, wo er Anfang 1842 verstarb.